# Stazione di Soliera Modenese
Stazione di Soliera Modenese vasútállomás Olaszországban, Soliera településen.

## Vasútvonalak
Az állomást az alábbi vasútvonalak érintik:
- Verona-Mantova-Modena-vasútvonal

## Kapcsolódó állomások
A vasútállomáshoz az alábbi állomások vannak a legközelebb:
- Stazione di Quattro Ville (Stazione di Modena, Verona-Mantova-Modena-vasútvonal)
- Stazione di Carpi (Stazione di Verona Porta Nuova, Verona-Mantova-Modena-vasútvonal)